# UCI Asia Tour 2006
L'UCI Asia Tour 2006 fu la seconda edizione dell'UCI Asia Tour, uno dei cinque circuiti continentali di ciclismo dell'Unione Ciclistica Internazionale. Era composto da ventuno corse che si svolsero tra settembre 2005 e settembre 2006 in Asia.

## Calendario

### Settembre 2005
| Data | Prova                 | Cat. | Vincitore    | Squadra                |
| ---- | --------------------- | ---- | ------------ | ---------------------- |
| 23   | Tour of Milad du Nour | 2.2  | David McCann | Giant Asia Racing Team |

### Ottobre 2005
| Data | Prova            | Cat. | Vincitore      | Squadra        |
| ---- | ---------------- | ---- | -------------- | -------------- |
| 23   | Japan Cup (2005) | 1.1  | Damiano Cunego | Lampre-Caffita |

### Novembre 2005
| Data | Prova           | Cat. | Vincitore        | Squadra                 |
| ---- | --------------- | ---- | ---------------- | ----------------------- |
| 4-8  | Tour de Taïwan  | 2.2  | Ahad Kazemi      | Giant Asia Racing Team  |
| 13   | Tour de Okinawa | 1.2  | Yasutaka Tashiro | Team Bridgestone-Anchor |

### Dicembre 2005
| Data  | Prova                   | Cat. | Vincitore  | Squadra   |
| ----- | ----------------------- | ---- | ---------- | --------- |
| 25-31 | Tour of South China Sea | 2.2  | Kin San Wu | Purapharm |

### Gennaio
| Data  | Prova                         | Cat. | Vincitore    | Squadra                 |
| ----- | ----------------------------- | ---- | ------------ | ----------------------- |
| 15-21 | Tour du Siam                  | 2.2  | Thomas Rabou | Marco Polo Cycling Team |
| 24-29 | Tour de Thaïlande             | 2.2  | Fuyu Li      | Marco Polo Cycling Team |
| 27    | Doha International Grand Prix | 1.1  | Tom Boonen   | Quick Step              |
| 30-3  | Tour of Qatar                 | 2.1  | Tom Boonen   | Quick Step              |

### Febbraio
| Data | Prova            | Cat. | Vincitore    | Squadra         |
| ---- | ---------------- | ---- | ------------ | --------------- |
| 3-12 | Tour de Langkawi | 2.HC | David George | Team Barloworld |

### Marzo
| Data | Prova          | Cat. | Vincitore         | Squadra                |
| ---- | -------------- | ---- | ----------------- | ---------------------- |
| 6-11 | Tour de Taïwan | 2.2  | Stephen Gallagher | Giant Asia Racing Team |

### Aprile
| Data  | Prova                    | Cat. | Vincitore        | Squadra                |
| ----- | ------------------------ | ---- | ---------------- | ---------------------- |
| 14-19 | Kerman Tour              | 2.2  | Ghader Mizbani   | Giant Asia Racing Team |
| 15-19 | Tour of Chongming Island | 2.2  | Robert McLachlan | Drapac-Porsche         |

### Maggio
| Data  | Prova              | Cat. | Vincitore      | Squadra                          |
| ----- | ------------------ | ---- | -------------- | -------------------------------- |
| 2-7   | Cepa Tour          | 2.2  | Geert Steurs   | Pictoflex Bikeland-Hyundai       |
| 4-10  | Tour de Korea      | 2.2  | Tobias Erler   | Giant Asia Racing Team           |
| 14-21 | Tour of Japan      | 2.2  | Volodymyr Duma | C.B. Immobiliare-Universal Caffè |
| 22-29 | Tour d'Azerbaïdjan | 2.2  | Ghader Mizbani | Giant Asia Racing Team           |

### Luglio
| Data  | Prova                | Cat. | Vincitore          | Squadra                |
| ----- | -------------------- | ---- | ------------------ | ---------------------- |
| 5-9   | Tour of East Java    | 2.2  | Ghader Mizbani     | Giant Asia Racing Team |
| 15-23 | Tour of Qinghai Lake | 2.HC | Maarten Tjallingii | Skil-Shimano           |

### Settembre
| Data  | Prova            | Cat. | Vincitore       | Squadra                |
| ----- | ---------------- | ---- | --------------- | ---------------------- |
| 3-13  | Tour d'Indonesia | 2.2  | David McCann    | Giant Asia Racing Team |
| 12-18 | Tour de Hokkaido | 2.2  | Taiji Nishitani | Aisan Racing Team      |

## Classifiche
Aggiornate al 14 ottobre 2006.
| Pos. | Corridore          | Squadra      | Punti  |
| ---- | ------------------ | ------------ | ------ |
| 1    | Ghader Mizbani     | Giant Asia   | 434,32 |
| 2    | Hossein Askari     | Giant Asia   | 386,32 |
| 3    | Ahad Kazemi        |              | 259,32 |
| 4    | David McCann       | Giant Asia   | 228    |
| 5    | Maarten Tjallingii | Skil-Shimano | 189    |
| 6    | Omar Hasanein      |              | 188,66 |
| 7    | David George       | Relax-GAM    | 178    |
| 8    | Tobias Erler       | Giant Asia   | 167    |
| 9    | Mahdi Sohrabi      |              | 167    |
| 10   | Robert McLachlan   | Drapac       | 162    |

| Pos. | Squadra                    | Punti    |
| ---- | -------------------------- | -------- |
| 1    | Giant Asia Racing Team     | 1 379,64 |
| 2    | Skil-Shimano               | 397      |
| 3    | Relax-GAM                  | 375      |
| 4    | Marco Polo Cycling Team    | 371      |
| 5    | Cycle Racing Team Vang     | 308      |
| 6    | Capec Cycling Team         | 222      |
| 7    | Drapac-Porsche             | 210      |
| 8    | Purapharm                  | 179      |
| 9    | Selle Italia-Diquigiovanni | 152      |
| 10   | Aisan Racing Team          | 149      |

| Pos. | Nazione             | Punti    |
| ---- | ------------------- | -------- |
| 1    | Iran                | 1 730,06 |
| 2    | Giappone            | 849      |
| 3    | Kazakistan          | 770      |
| 4    | Uzbekistan          | 433      |
| 5    | Hong Kong           | 288      |
| 6    | Corea del Sud       | 261      |
| 7    | Mongolia            | 243      |
| 8    | Siria               | 198,64   |
| 9    | Cina                | 123      |
| 10   | Emirati Arabi Uniti | 106      |